# Barnabás Rácz
Barnabás Rácz (sinh 26 tháng 4 năm 1996 ở Szombathely) là một cầu thủ bóng đá Hungary hiện tại thi đấu cho Szombathelyi Haladás.